# St.-Lioba-Kirche (Tauberbischofsheim)

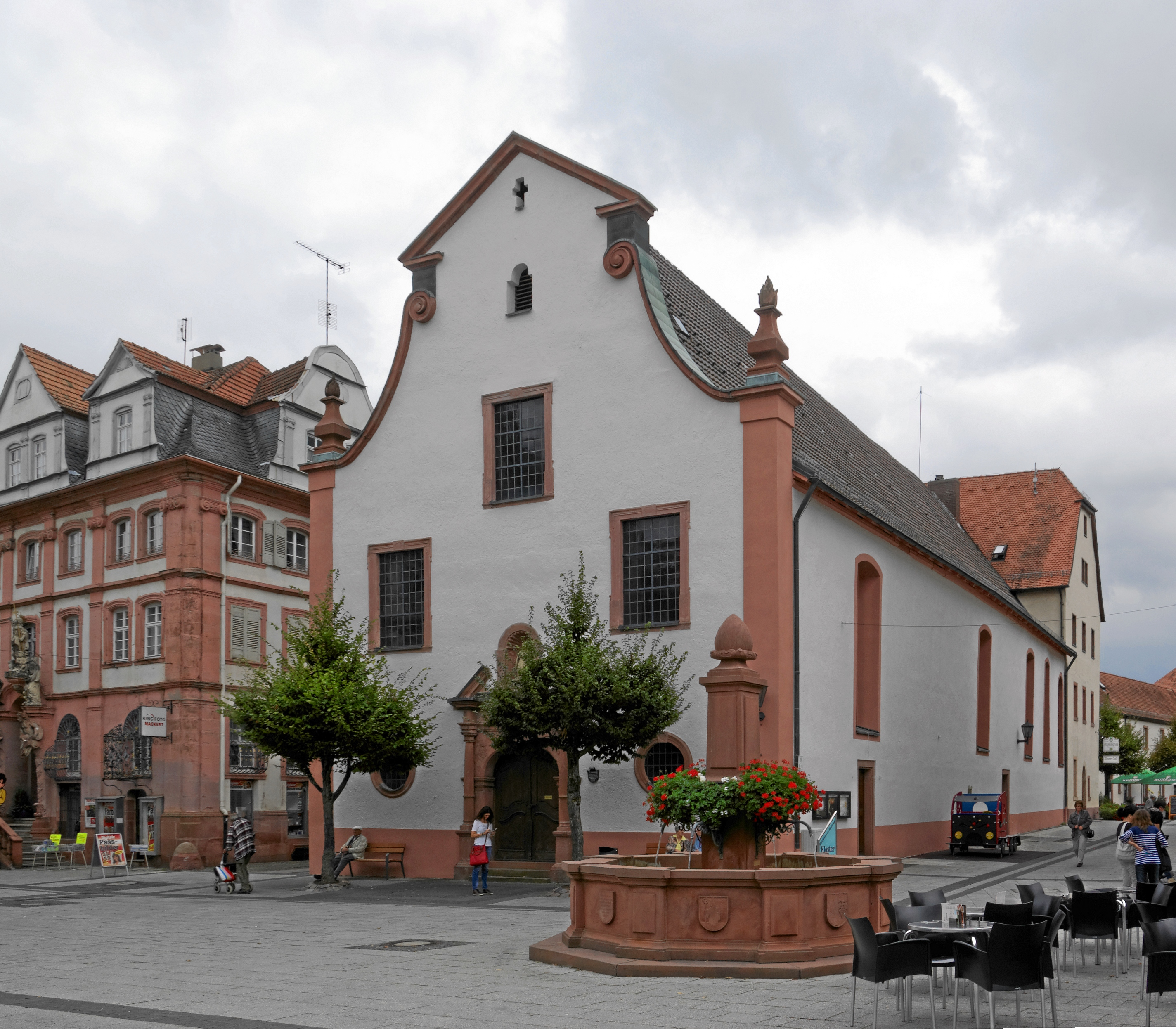
St.-Lioba-Kirche in Tauberbischofsheim, ehemalige Elisabethkapelle und Klosterkirche

Die Liobakirche, früher auch Franziskanerkirche genannt, in Tauberbischofsheim im Main-Tauber-Kreis in Baden-Württemberg, wurde als ehemalige Klosterkirche des 1823 aufgelösten Franziskanerklosters Tauberbischofsheim im Jahre 1650 erbaut und 1735 in barockem Stil wesentlich erweitert.

## Geschichte

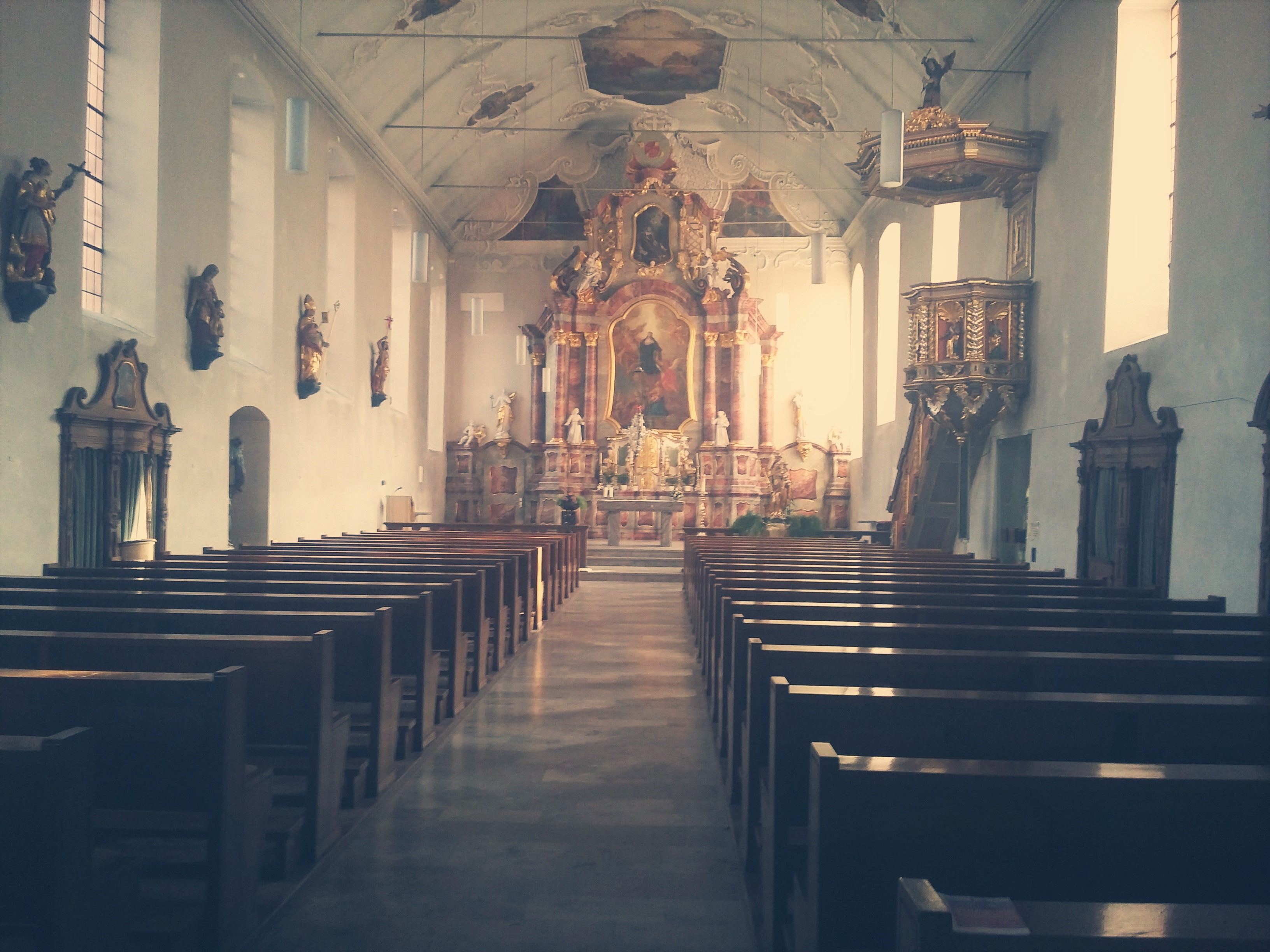
Hochaltarbild in der Liobakirche

### Elisabethkapelle und Klosterkirche
Die vormals der hl. Elisabeth geweihte Kapelle wurde im Jahr 1650 errichtet, jedoch wurde sie erst nach einigen weiteren Veränderungen im barocken Stil 1753 fertiggestellt.
Im Jahre 1629 kam es zur Gründung des Tauberbischofsheimer Franziskanerklosters. Die Franziskaner nutzten die Elisabethkapelle als Klosterkirche. Später wurde sie der hl. Lioba geweiht. Der Eingang der Klosterkirche wurde von den Franziskanern auf die Marktseite verlegt, um die Kirche hervorzuheben. Dies war der wichtigste Umbau der Kirche. Über dem Altar befindet sich ein Gemälde, dass vom Hofmaler Herrlein gezeichnet wurde, dessen Onkel zu dieser Zeit Vorstand der Klosterkirche war. Sehenswertes in der Kirche sind die barocken Beichtstühle, die Deckenfresken und das Hochaltarbild.
Geschaffen wurden diese Kunstwerke im Jahre 1757 durch den Tauberbischofsheimer Maler Stein. Eine Restaurierung wurde 1968 von dem Dekan von Tauberbischofsheim, Ludwig Mönch, veranlasst, bei der auch Grabungen durchgeführt wurden. Dabei kamen Funde von Mauerresten einer früheren Ost-West-Kirche aus vermutlich karolingischer Zeit zum Vorschein. Außerdem fand man unter der Orgelempore Gräber. Vermutlich handelt es sich hierbei um die Überreste des Tauberbischofsheimer Benediktinerinnenklosters bzw. Lioba-Klosters aus dem 8. Jahrhundert, in dessen Klosterkirche sich die adligen Wohltäter beerdigen ließen. Die ehemals der hl. Elisabeth geweihte Kirche wurde schließlich im 17. Jahrhundert von den Tauberbischofsheimer Franziskanern nach der Übertragung von Reliquien der hl. Lioba von Tauberbischofsheim ihrem Patrozinium unterstellt.

### Der letzte Franziskaner
Als der letzte Ordensbruder, Eucharius Greulich, im Jahre 1832 starb, endete die Ära der Franziskaner in Tauberbischofsheim. Ab diesem Zeitpunkt diente die Kirche dem Gymnasium für Gottesdienste. Einmal im Monat erlaubte man den evangelischen jungen Leuten, in der Kirche Gottesdienste zu feiern. Jedoch errichteten diese 1895 ihre eigene Kirche und zogen um. Zur Zeit der Errichtung von St. Martin wurde die Liobakirche für Pfarrgottesdienste genutzt (1910–1914). Die Kirche befand sich in einem guten Zustand, dennoch wurde sie 1920 als baufällig erklärt. Im Zweiten Weltkrieg diente sie als Lagerplatz von kriegswichtigen Materialien, sowie als Kleiderlager, Kulissendepot und Malerwerkstatt für die „Tauberbühne“.
Nach Ende des Krieges reinigte Werner Häfner die Kirche von viel Unrat, Dreck und Staub. Die Kreuzwegstationen (Ölbilder) wurden mit feuchtem Schwarzbrot vorsichtig gereinigt. Hinzu kamen zwei neue Seitenaltäre und Kniebänke, die von Gläubigen aus der Nachbarschaft gestiftet wurden. Die liturgischen Geräte wurden von der Stadtkirche St. Martin zur Verfügung gestellt. Das große Hochaltarbild stellt die hl. Lioba dar. Das kleine Bild über dem großen Altarbild zeigt die hl. Margareta von Cortona. Die kleine Glocke der Kirche erwahrte Karl Reuschlein über viele Jahre. Durch eine Konstruktion einer neuen Metallaufhängung im Dachstuhl (1948) konnte die alte Glocke mit der neuen erklingen.

### Patrozinium

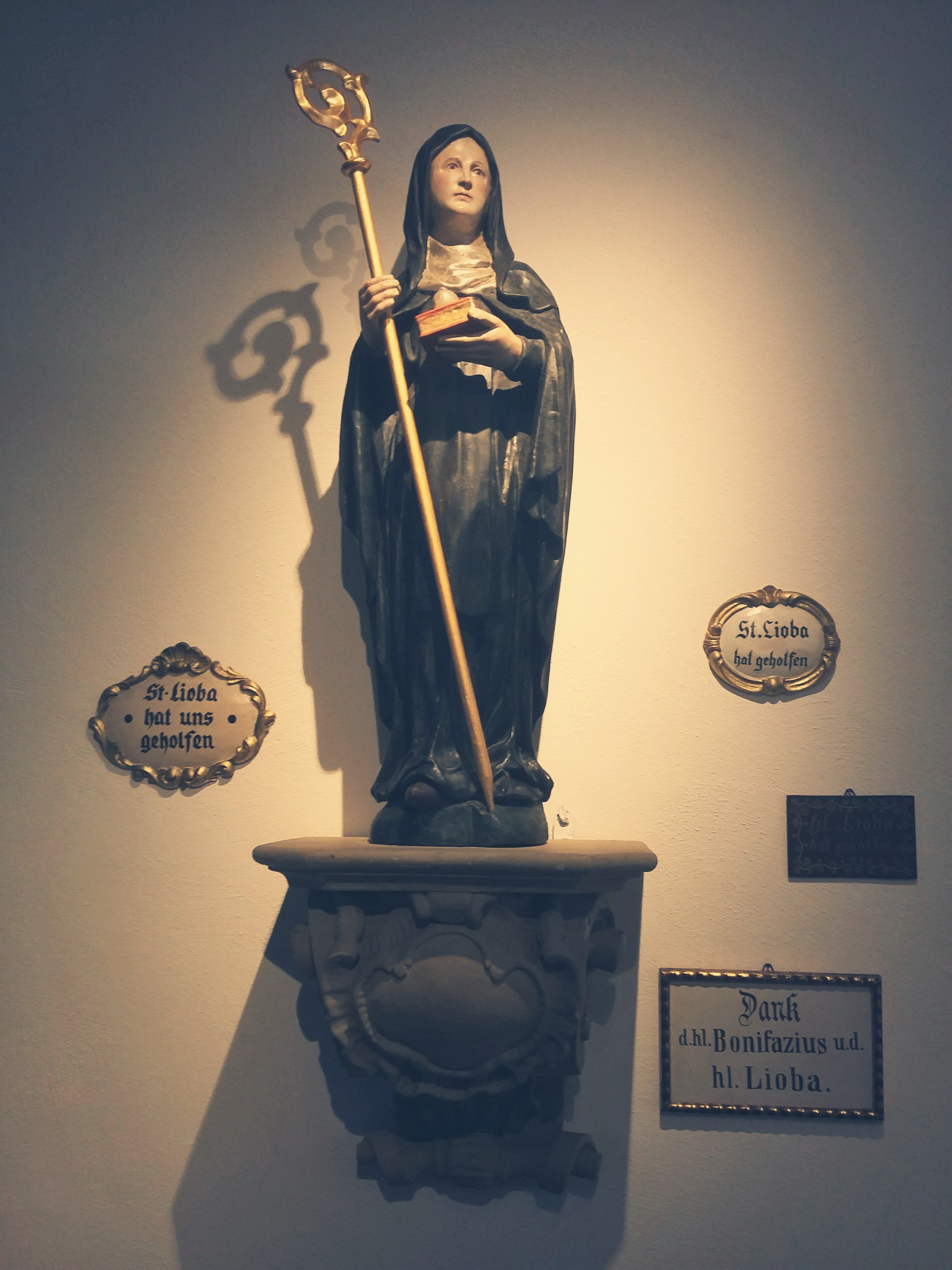
Die hl. Lioba in der St.-Lioba-Kirche

Die heilige Lioba war eine englische Missionarin und Äbtissin des Klosters von Tauberbischofsheim. Sie wurde vom hl. Bonifatius zur ersten Äbtissin der Benediktinerinnenabtei in Tauberbischofsheim bestimmt und leitete später weitere von Bonifatius errichtete Klöster. 
Dabei widmete sie sich besonders der Erziehung der Frauen und Töchter des Adels. Durch diese Arbeit erwarb sie sich ein großes Ansehen der Fürsten und Bischöfe. In den darauffolgenden Jahren gründete sie mehrere Klöster und eine Klosterschule in Tauberbischofsheim.
Im Jahre 2005 wurde die heilige Lioba während eines Festaktes des 1250-jährigen Tauberbischofsheimer Stadtjubiläums förmlich zur Schutzpatronin der Stadt erhoben. Der Freiburger Erzbischof Robert Zollitsch unterzeichnete die Ernennungsurkunde im Rathaussaal.

### Lioba-Ausstellung

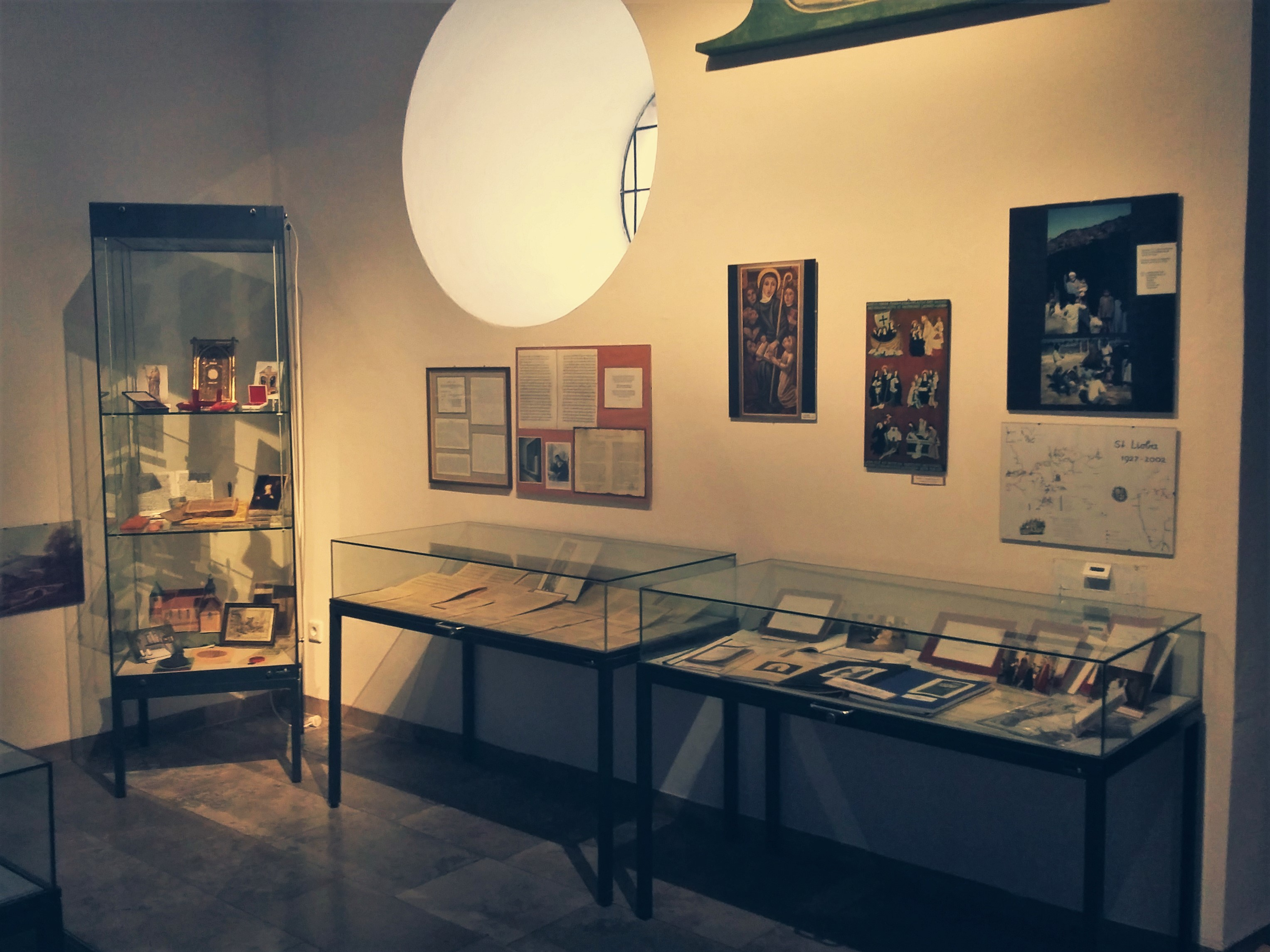
Ausstellung seit 2015

In der Kirche befinden sich Reliquien und Werke der heiligen Lioba, zu sehen sind unter anderem Handschriften mit Liedern und Theaterstücken. Es sind auch Exponate der Kongregation der Benediktinerinnen von der heiligen Lioba aus Indien in den Vitrinen zu finden.